# نيوتن آدامز
نيوتن آدامز (بالإنجليزية: Newton Adams)‏ هو طبيب أمريكي، ولد في 4 أغسطس 1804 في إيست بلومفيلد في الولايات المتحدة، وتوفي في 16 سبتمبر 1851 في Adams Mission ‏ في جنوب أفريقيا.